# Alfons Weiser
Alfons Weiser (ur. w 1934 w Międzygórzu) – niemiecki ksiądz pallotyn, teolog i egzegeta Nowego Testamentu. 

## Życiorys
Po przesiedleniu po II wojnie światowej rozpoczął naukę ślusarstwa w firmie Blohm & Voss w Hamburgu, którą zakończył z wyróżnieniem. Następnie wstąpił do pallotynów, gdzie nauczył się łaciny, greki i hebrajskiego, po czym zdał maturę. Po maturze studiował filozofię i teologię. Jego praca doktorska „Die Knechtsgleichnisse der synoptischen Evangelien” została uznana za najlepszą tego rocznika. Po promocji był do emerytury profesorem egzegezy nowotestamentalnej w Wyższej Szkole Filozoficzno-Teologicznej w Vallendar.

## Publikacje
- Jesu Wunder - damals und heute. Stuttgart: kbw 1968 (1987)
- Die Knechtsgleichnisse der synoptischen Evangelien. München: Kösel 1971 ISBN 3-466-25329-2 (Diss. Würzburg)
- Was die Bibel Wunder nennt: ein Sachbuch zu den Berichten der Evangelien. Stuttgart: kbw 1975 ISBN 3-460-31091-X (1992)
- Zentrale Themen des Neuen Testamentes: Handreichung für Schule und Erwachsenenbildung. Donauwörth: Auer 1978 ISBN 3-403-00895-9 (³1986)
- Die Apostelgeschichte. (ÖTK 5) 2 Bde. Gütersloh: Mohn 1981-1985
- Studien zu Christsein und Kirche. Stuttgart: kbw 1990 ISBN 3-460-06091-3
- Miteinander Gemeinde werden: Sachbuch zum Neuen Testament und zum kirchlichen Leben. Stuttgart: kwb 1992 ISBN 3-460-30000-0
- Die Theologie der Evangelien. Stuttgart: Kohlhammer 1993. ISBN 3-17-012044-1
- Die gesellschaftliche Verantwortung der Christen nach den Pastoralbriefen. Stuttgart u.a.: Kohlhammer 1994 ISBN 3-17-013178-8
- Der zweite Brief an Timotheus. (EKK 16,1) Düsseldorf u.a.: Benziger u.a. 2003 ISBN 3-545-23118-6